# Samostan Klarisa na Gornjem gradu u Zagrebu
Samostan Klarisa na Gornjem gradu u Zagrebu samostan je rimokatoličkog crkvenog reda klarisa koji se nalazi na zagrebačkom Gornjem gradu.

## Povijest
Samostanu je kamen temeljac postavljen 1647. godine, nakon što su sestre klarise došle u Zagreb godinu ranije. Za građenje samostana zauzimao se grof Gašpar Drašković, čija je sestra Cecilija pripadala tom redu. Za izgradnju je donirao kamen i vapno. U samostan su se sestre uselile 1650. godine. Zemljište na kojemu je samostan izgrađen jest u današnjoj Opatičkoj ulici broj 20, na mjestu današnjeg Muzeja grada Zagreba. Kasnije se samostan širio, pa je dosezao od današnje Opatičke ulice broj 16, do broja 22. Uključeni su već postojeći Zakmardijeva žitnica i Popov toranj, gdje je otvorena prva viša djevojačka škola u Hrvatskoj.
Pretpostavlja se da je redovnica u samostanu bilo oko 25. U školi su redovnice podučavale latinski, hrvatski (kajkavski), pjevanje, glazbu itd. Učenice u školi su bile plemićke kćeri, a jedna od poznatijih učenica je bila Judita Petronila Zrinski, kći Petra Zrinskog.
Samostan je raspušten kad je 28. veljače 1782. car Josip II. donio uredbu kojom ukida mnoge samostane diljem monarhije. Prostor je postao državno vlasništvo te je korišten u različite svrhe. Na današnjem broju 18 nalazila se crkva sv. Trojstva koja je 1823. godine srušena zbog lošeg stanja građevine. U samostanskom vrtu, na broju 16 gradi se privatna kuća. Opatička ulica u kojoj je samostan radio nazvana je po opaticama iz ovog samostana.